# Álvaro Adrián Núñez
Álvaro Núñez (Rivera, 11 de maig de 1973) és un futbolista uruguaià, que ocupa la posició de porter.
Va començar la seua carrera en equips del seu país, com Fénix, Cerro i Rentistas. L'estiu de 1999 fitxa pel Club Deportivo Numancia, de la primera divisió espanyola. Hi seria titular durant dues temporades a la màxima categoria.
A partir del descens del club castellà el 2001, passaria a la suplència, condició que hi va mantindre durant la resta de la seua permanència al Numancia, fins al 2008. De fet, hi va jugar pràcticament el mateix nombre de partits els seus dos primers anys que a les altres set temporades.
El 2008 fitxa pel Club Deportivo Guadalajara.

## Selecció
Núñez ha estat internacional amb la selecció uruguaiana de futbol en una ocasió. Va formar part del combinat del seu equip què va participar en la Copa Amèrica de 1999, on els charrua van ser finalistes.